# Viterbo
Viterbo é uma comuna italiana da região do Lácio, capital da província de Viterbo, com cerca de 60.387 habitantes (Censo. 2001). Estende-se por uma área de 406,28 km², tendo uma densidade populacional de 148,63 hab/km². Faz fronteira com Bagnoregio, Bomarzo, Canepina, Caprarola, Celleno, Civitella d'Agliano, Graffignano, Marta, Monte Romano, Montefiascone, Ronciglione, Soriano nel Cimino, Tuscania, Vetralla, Vitorchiano.
Está a 326 metros acima do nível do mar e está localizada a aproximadamente a 80 km ao norte de Roma, a capital italiana.
Presumivelmente fundada pelos etruscos, é conhecida como a cidade dos Papas, já que no século XIII muitos pontífices tinham residência de campo em Viterbo e lá passavam até mais tempo que no Vaticano. Na cidade realizou-se o primeiro conclave.
Alguns dos lugares de interesse são o bairro medieval e o palácio dos Papas. Em Viterbo está sepultado o papa português, João XXI, entre outros da mesma época.

## Demografia
| Variação demográfica do município entre 1861 e 2011                               |
|                                                                                   |
| Fonte: Istituto Nazionale di Statistica (ISTAT) - Elaboração gráfica da Wikipedia |

## Lista de Bispos de Viterbo
- Giovanni Francesco Gàmbara (1568 - 1580)
- Tiberio Muti (19 de Dezembro de 1611 - 14 de Abril de 1636)
- Alessandro Cesarini (Jr.) (14 de Maio de 1636 - 1638)
- Francesco Maria Brancaccio (13 de Setembro de 1638 - 2 de Junho de 1670)
- Stefano Brancaccio (2 de Junho de 1670 - 8 de Setembro de 1682)
- Michelangelo dei Conti (1 de Agosto de 1712 - 14 de Mar de 1719)
- Dionisio Ridolfini Conestabile (26 de Setembro de 1803 - 17 de Dez de 1806)
- Antonio Gabriele Severoli (11 de Janeiro de 1808 - 8 de Set de 1824)
- Gaspare Bernardo Pianetti (3 de Julho de 1826 - 4 de Mar de 1861)
- Gaetano Bedini (18 de Março de 1861 - 6 de Setembro de 1864)
- Matteo Eustachio Gonella (22 de Junho de 1866 - 15 de Abril de 1870)
- Luigi Serafini (27 de Junho de 1870 - 20 de Fevereiro de 1880)
- Antonio Maria Grasselli, O.F.M. Conv. (19 de Junho de 1899 - 1913)
- Emidio Trenta (17 de Julho de 1914 - 1942)
- Adelchi Albanesi (14 de Abril de 1942 - 21 de Março de 1970)
- Luigi Boccadoro (8 de Junho de 1970 - 30 de Setembro de 1986)
- Fiorino Tagliaferri (14 de Março de 1987 - 30 de Junho de 1997)
- Lorenzo Chiarinelli (30 de Junho de 1997-2010)
- Lino Fumagalli (2010-2022)
- Orazio Francesco Piazza (2022-atual